# Pseudochelidon
Pseudochelidon là một chi chim trong họ Hirundinidae.